# Белая Церковь (Приморский край)
Белая Церковь — упразднённое село в Спасском районе Приморского края России. Располагалось на территории современного Чкаловского сельского поселения. Упразднено в 1970 году.

## География
Село Белая Церковь располагалось у подножья Синего хребта, на реке Сорочевка Правая (приток реки Сорочевка), на расстоянии примерно 6 километров (по прямой) к востоку от села Кронштадтка.

## Население
Село было основано в 1907 или 1908 году переселенцами из Бело-Церковского уезда Киевской губернии. В 1910 году в селе возведена Иоанно-Предтеченская церковь. До революции 1917 года входило в состав Зеньковской волости Иманского уезда Приморской области. По данным на 1926 год село состояло из 69 хозяйств, в административном отношении являлось центром Бело-Церковского сельсовета Спасского района владивостокского округа Дальневосточного края.
По данным на 1912 год в селе проживало 354 человека, в том числе 192 мужчины и 162 женщины.
По данным переписи 1926 года в селе проживало 353 человека (177 мужчин и 176 женщин), основное население — украинцы (83 % хозяйств).